# Automator
自动操作（英語：Automator）是苹果公司为他们的Mac OS X系统开发的一款软件。只要通过点击拖拽鼠标等操作就可以将一系列动作组合成一个工作流程，从而帮助你自动的（可重复的）完成一些复杂的工作。Automator还能横跨很多不同种类的程序，包括：访达（Finder）、Safari网络浏览器、iCal、地址簿或者其他的一些程序。它还能和一些第三方的程序一起工作，如微软的Office、Adobe公司的Photoshop或者Pixelmator等。自动操作第一次发布是在Mac OS X Tiger（10.4）系统。

## 接口
自动操作提供了图形化的界面用来建立工作流，所以你不需要熟悉编程或者脚本语言。任务可以在操作的时候被记录下来，也可以从列表里选择。上一个动作的输出可以是下一个动作的输入。

## 程序特点
自动操作实际上是一些列动作（文件重命名，找链接的图片、写邮件等等）组合在一个工作流文档里。工作流文档用来执行一系列的重复劳动，可以保存和重复执行。Unix命令行操作或者AppleScript也可以被当作一个动作在流里面执行。工作流也可以另存为一个程序，一个工作流文件，或者菜单项。在工作流创建或者执行的时候，是可以设置一些选项的。

## 演示
一些可以演示的工作流见这里（页面存档备份，存于）。